# Musée Réattu
Le musée Réattu d'Arles abrite pour l'essentiel une partie de l'œuvre du peintre arlésien Jacques Réattu et une collection de dessins de Picasso ; il est également consacré à la photographie et à l'architecture.

## Historique
Anciennement siège du prieuré hospitalier d’Arles de la langue de Provence de l'ordre de Saint-Jean de Jérusalem, sur les quais du Rhône au 10, rue du Grand-Prieuré, ce lieu doit sa vocation artistique, à Jacques Réattu, peintre arlésien, Grand Prix de Rome en 1791, qui achète l’édifice pour y travailler et y accueillir des artistes en résidence. C’est de ce rêve jamais concrétisé que le musée, passé en 1868 dans le patrimoine municipal, a hérité.
Le musée Réattu a accueilli des expositions temporaires. L'exposition Jeune peinture internationale organisée en 1952 par son conservateur Jacques Latour fut la première exposition du peintre Franz Priking.
Il est classé monument historique depuis 1958.

Le Grand Prieuré
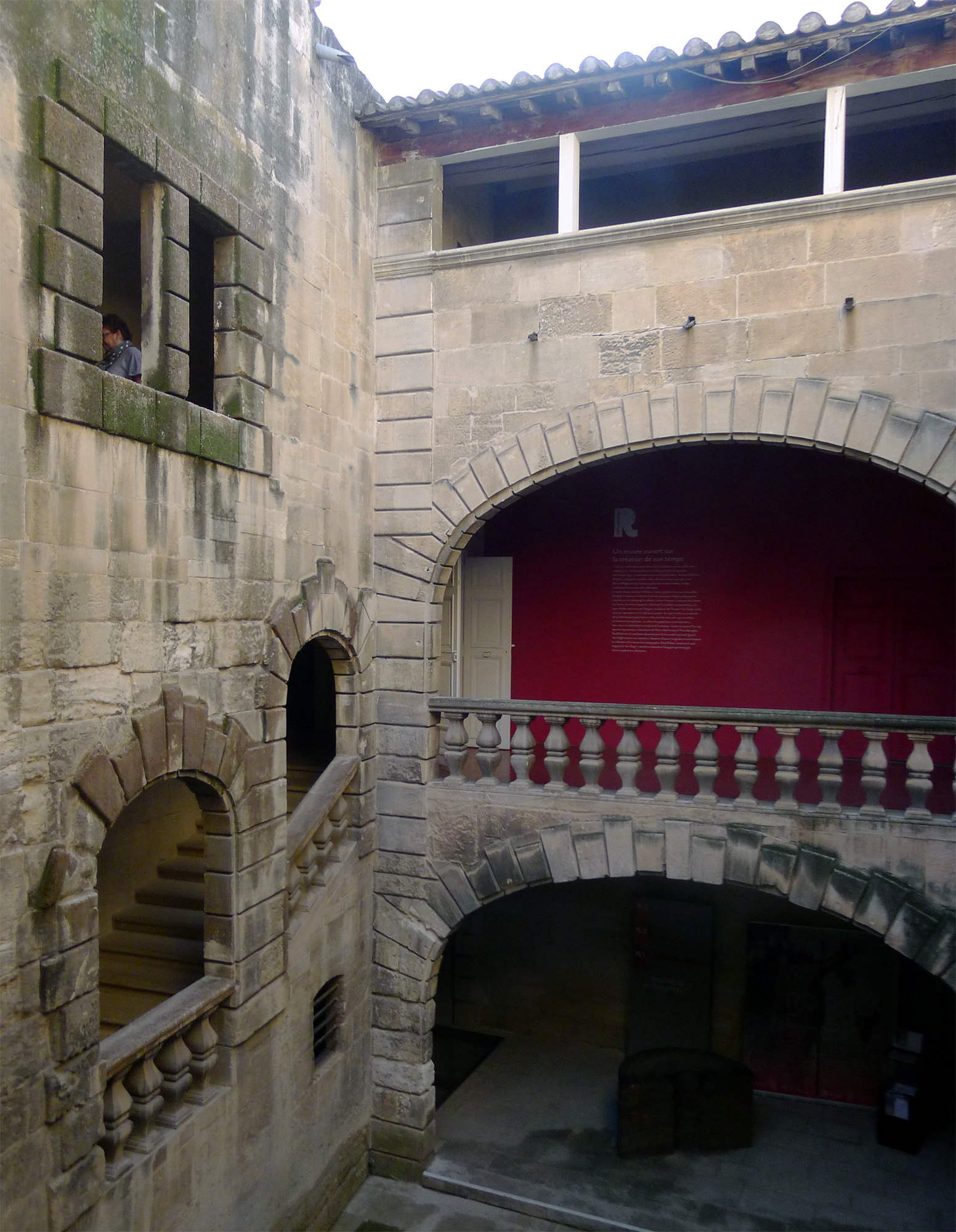
Cour intérieure
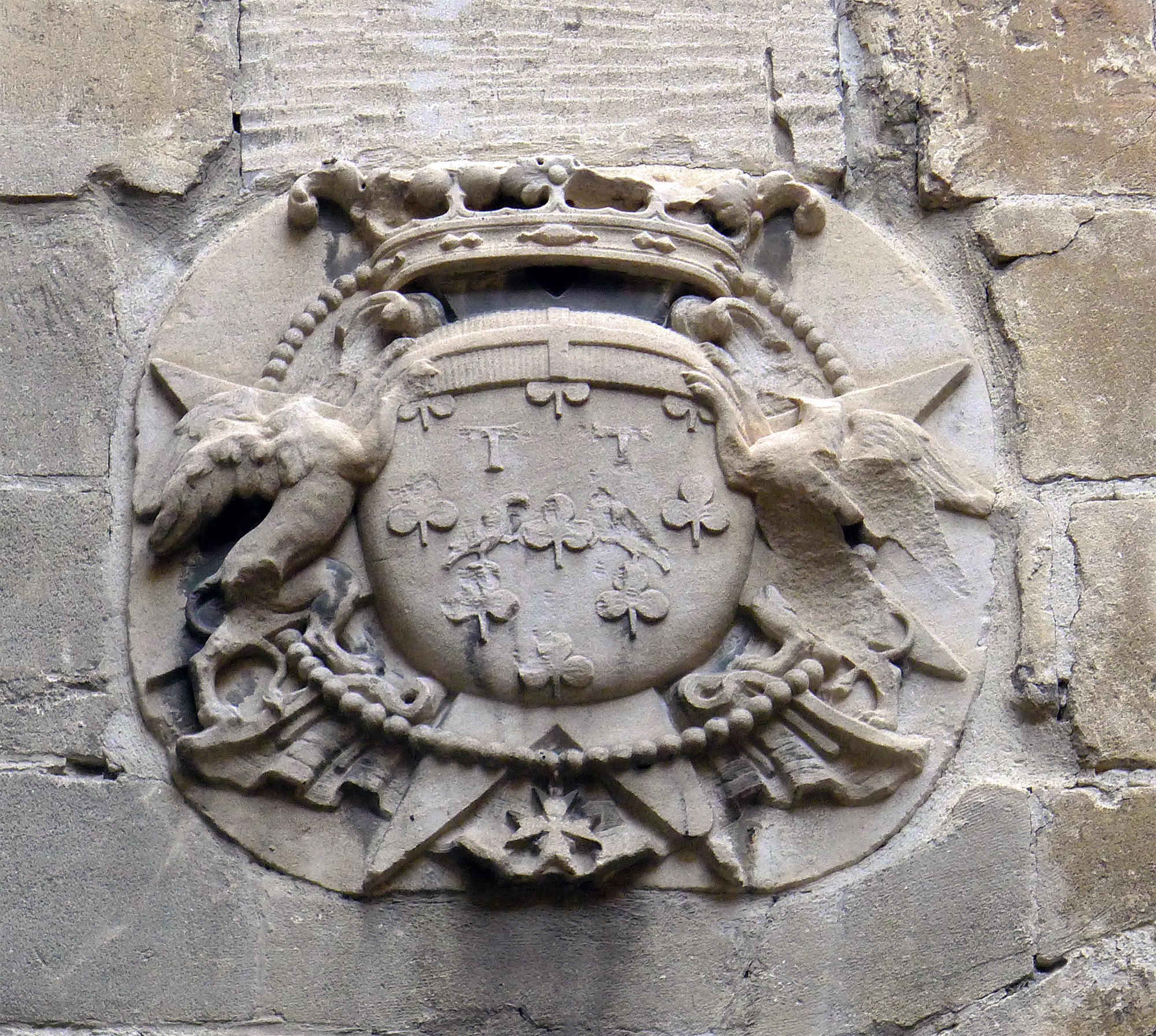
Blason
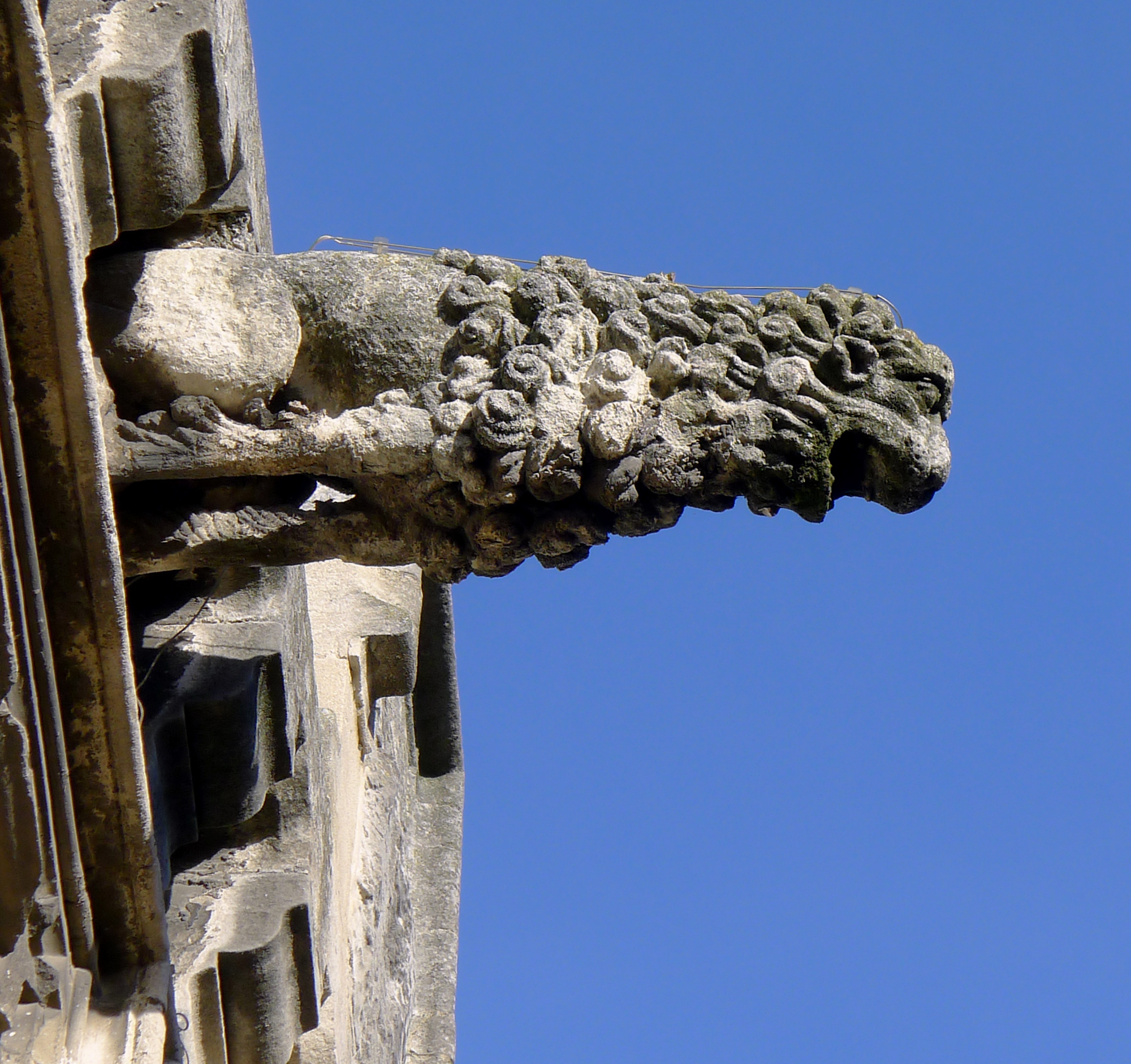
Gargouille

## Collections
Aujourd'hui, le musée comprend essentiellement une grande partie de l’œuvre du peintre Antoine Raspal, mais aussi le chef-d'œuvre du peintre arlésien : Atelier de couture à Arles.
Il abrite également une collection de dessins de Picasso et des collections photographiques. Il a été précurseur en France en s'ouvrant à la photographie dès 1965 grâce à l'initiative de Jean-Maurice Rouquette et de Lucien Clergue,. Il l'est à nouveau en 2007, en créant le premier fonds d'art sonore dans un musée des beaux-arts, en collaboration avec l'association Phonurgia Nova.
En 2008, carte blanche est donnée à Christian Lacroix pour s'approprier le musée de son enfance en offrant au public une occasion unique de lui faire partager son univers créatif : le pari est réussi avec plus de 130 000 visiteurs.
Parallèlement, le musée qui s'oriente vers l'art contemporain a entrepris une politique de commande invitant sculpteurs, photographes et artistes sonores à créer des œuvres en résonance avec le patrimoine de la ville. L'architecture est devenue également un fil conducteur dans le développement du musée.

### Peinture
- Antoine Raspal : Autoportrait, l'Atelier de couturières, la Famille du peintre ;

Œuvres d'Antoine Raspal
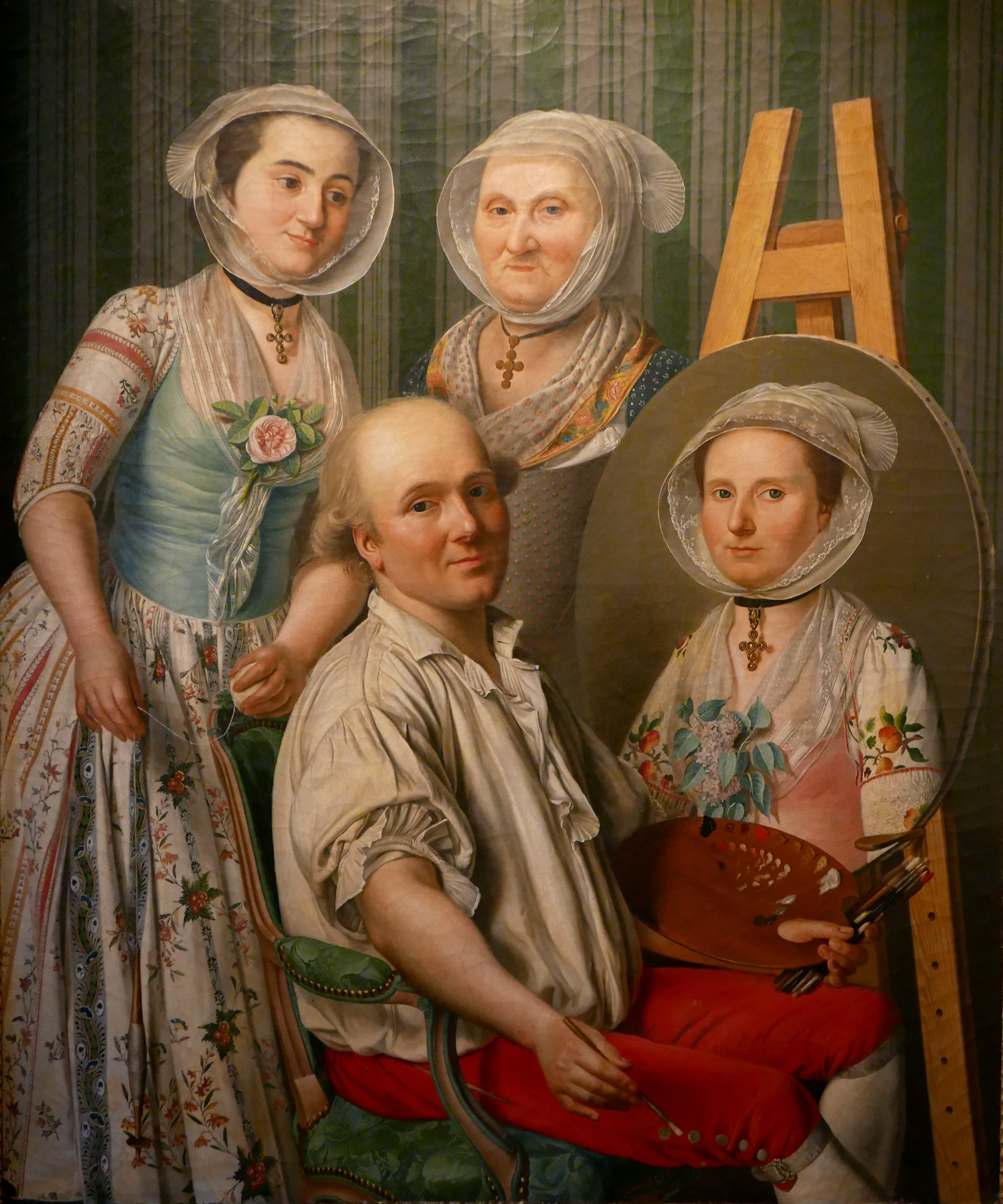
Antoine Raspal et sa famille.
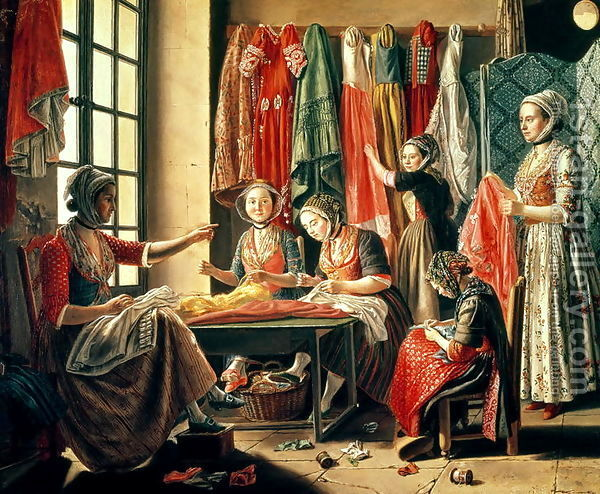
Atelier de couture à Arles, 1760.
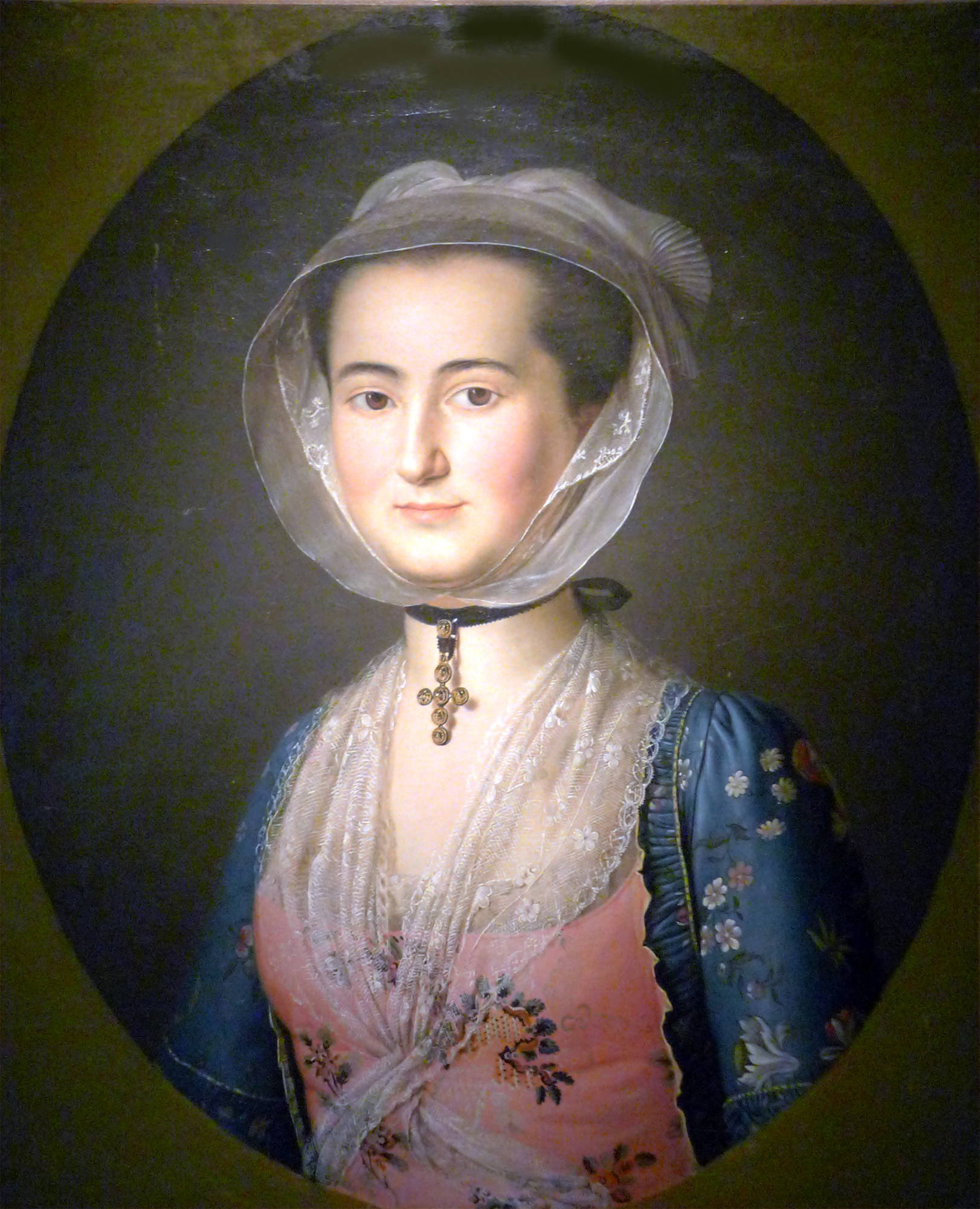
Portrait d'Arlésienne, vers 1760.

- Jacques Réattu : esquisse de la Justification de Suzanne, tableau avec lequel il obtient le grand prix de Rome en 1791, actuellement au musée de l'École nationale supérieure des Beaux-Arts (Paris) ;

Œuvres de Jacques Réattu
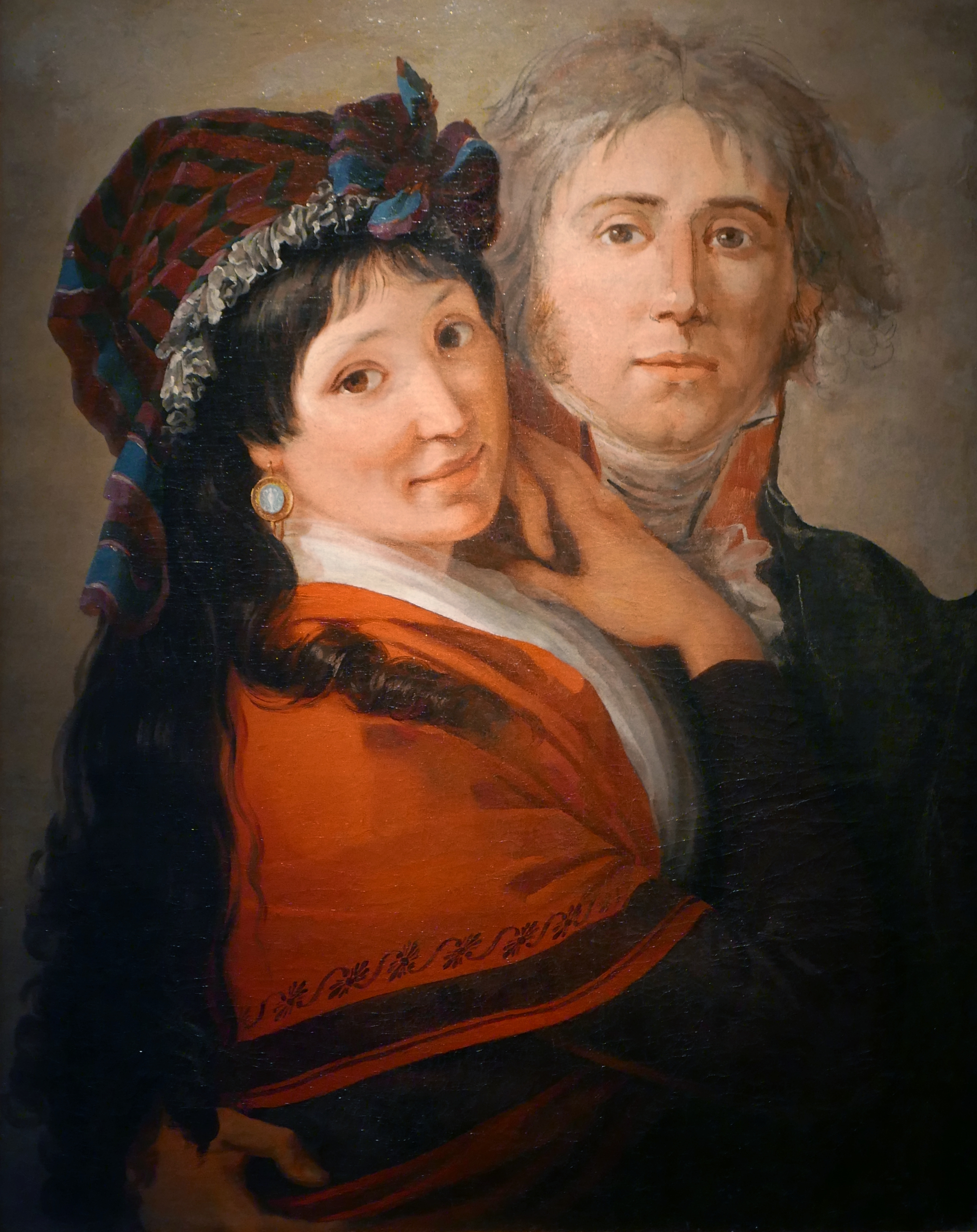
Portrait du couple Meuricoffre
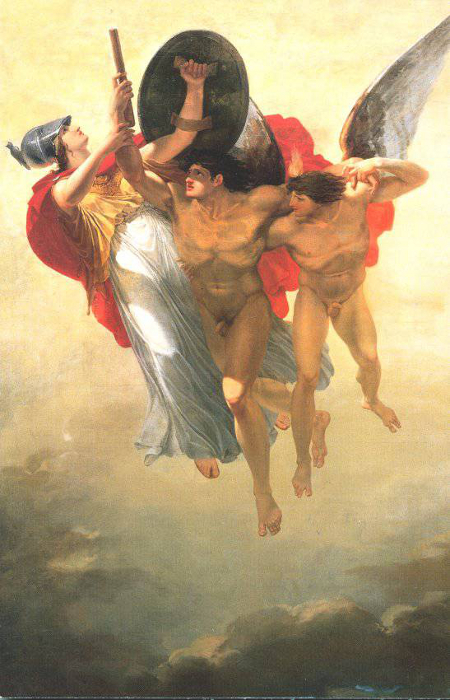
Prométhée élevé au ciel par le Génie de la Liberté et protégé par Minerve, 1792.
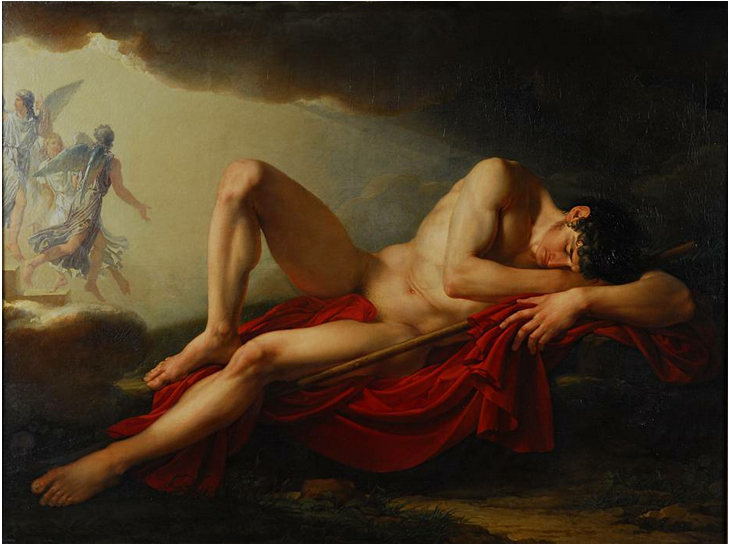
Le Rêve de Jacob, 1792.

- Guillaume de Barrême de Châteaufort : 'Autoportrait, Trois effets de neige, une marine, une vue de la cascade de Tivoli, trois portraits au pastel et un paysage avec figure ;
- Miguel Devèze : Arlésienne sortant de l'église Saint-Trophime, La cocarde ;
- Jacques Peitret : un autoportrait de ce peintre-architecte ;
- Jean Baptiste Marie Fouque : grâce au legs de Mme Grange (10 mai 1888), le musée possède dans ses réserves une quinzaine de ses œuvres ;
- Louis Pomerat : tableau représentant un bar-tabac à côté de l'école du Mouleyrès ;
- Picasso : cinquante-sept dessins et une toile ;
- Baya : peintre algérienne
- Simon Vouet : Autoportrait, 1625.

### Photographie

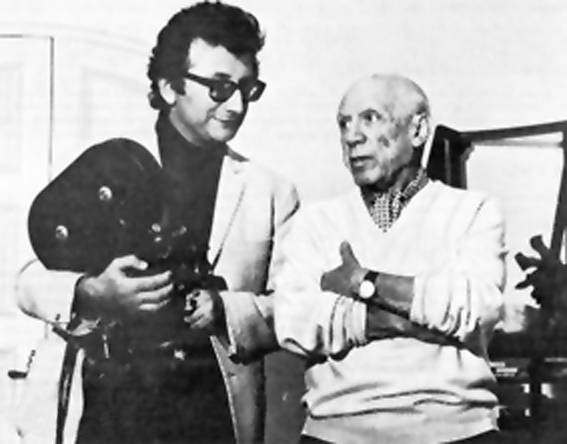
Lucien Clergue en compagnie de Pablo Picasso, 1969.

- Lucien Clergue
- François Le Diascorn
- Jean Dieuzaide
- Edward Weston
- Cecil Beaton
- Marc Garanger
- Ansel Adams
- André Vigneau

### Design
- Frédéric Rhodes : Fauteuil contemporain, 2+2, en frêne teinté noir, acquis par le musée en 1986 à l'occasion d'une exposition consacrée aux arts décoratifs. Table contemporaine 8 en frêne naturel présente dans les collections depuis janvier 2011.

### Arts sonores
- Kaye Mortley (de)
- Hanna Hartman
- Knud Viktor

### Fonds manuscrit
Les archives du musée conservent une lettre de Vincent Van Gogh à Paul Gauguin rédigée à Arles le 21 janvier 1889,,. Dans sa lettre Van Gogh fait mention de sa toile qui dépeint des tournesols dans un vase sur fond jaune ; réalisé en 1888, ce tableau se trouve à la National Gallery, à Londres.